# Frans van Wassenhove
Frans van Wassenhove Franciscus Xaverius (Eeklo, 14 november 1860 - Eeklo, 1 mei 1920) was een Belgische architect-ontwerper. Familie van Edouard Heene en Auguste Heene.

## Werk
- Psychiatrisch Centrum Sint-Jan
- Onze-Lieve-Vrouw Ten Doorn (klooster)
- Minderbroederskerk (Eeklo)
- Sint-Catharinakerk (Wachtebeke)
- Sint-Laurentiuskerk (Ename)
- Sint-Laurentiuskerk (Sint-Laureins)
- Sint-Petrus en Pauluskerk (Middelburg)

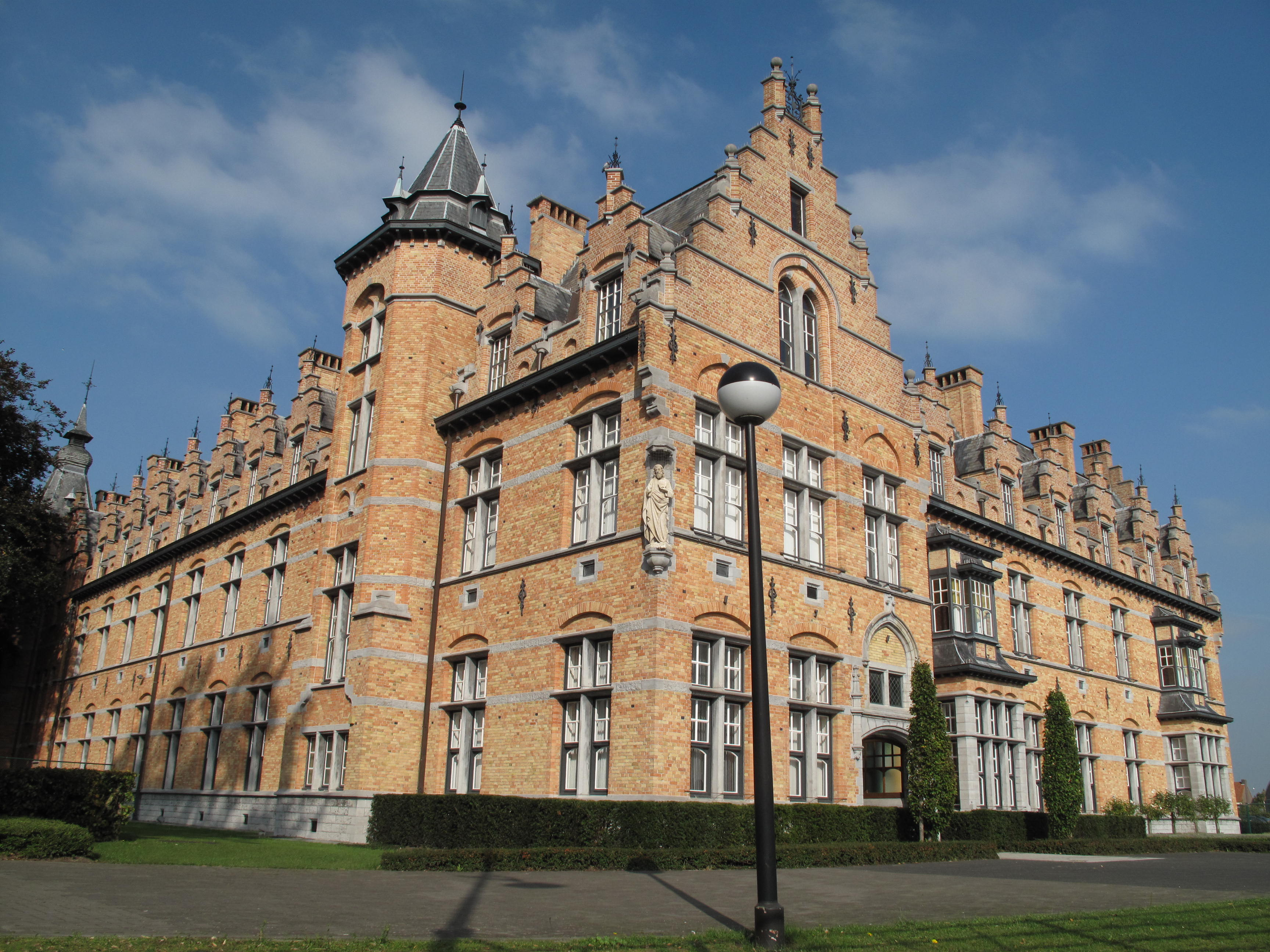
Hospitaal Sint-Jan
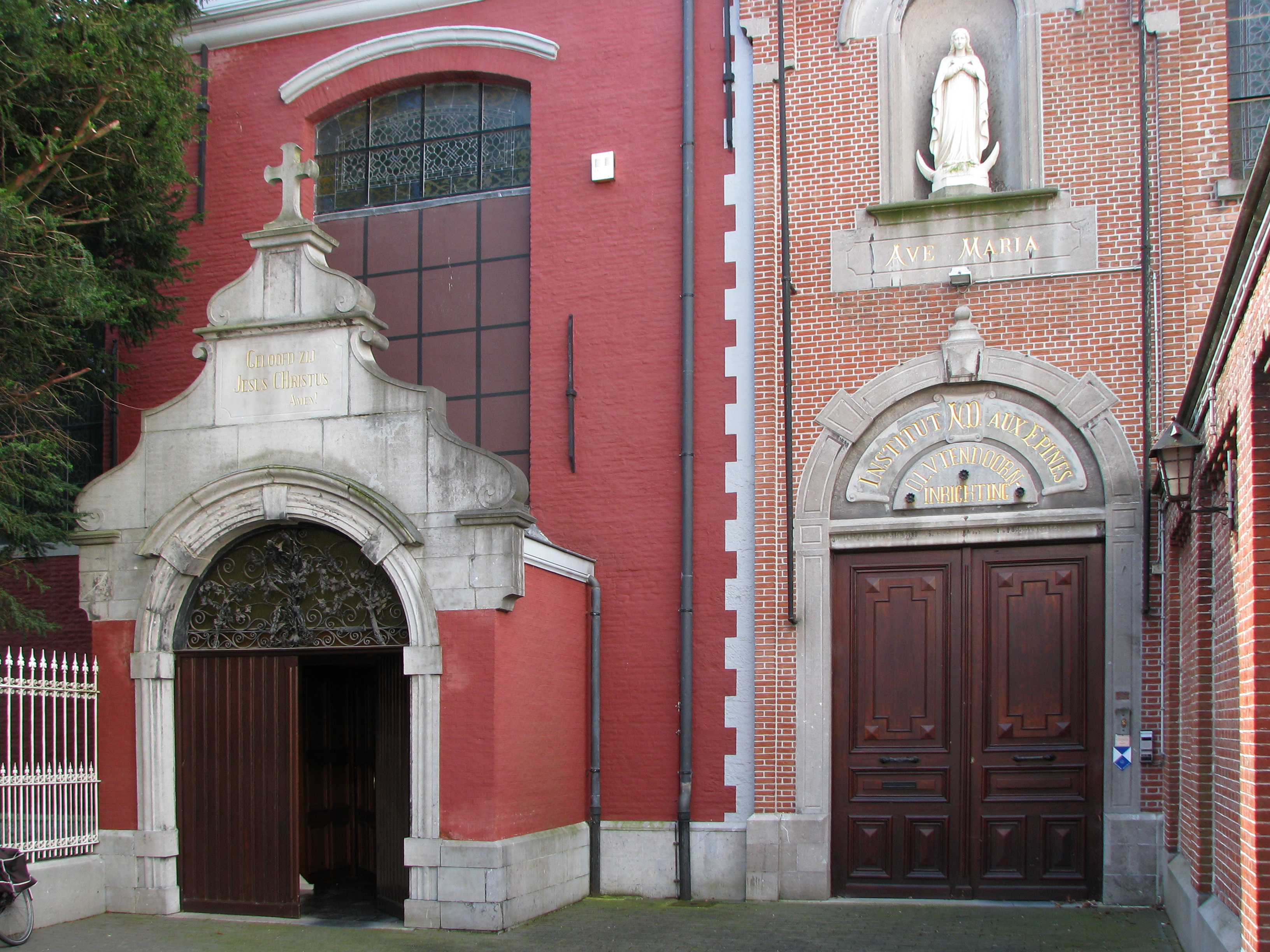
Klooster en kapel Onze-Lieve-Vrouw ten Doorn
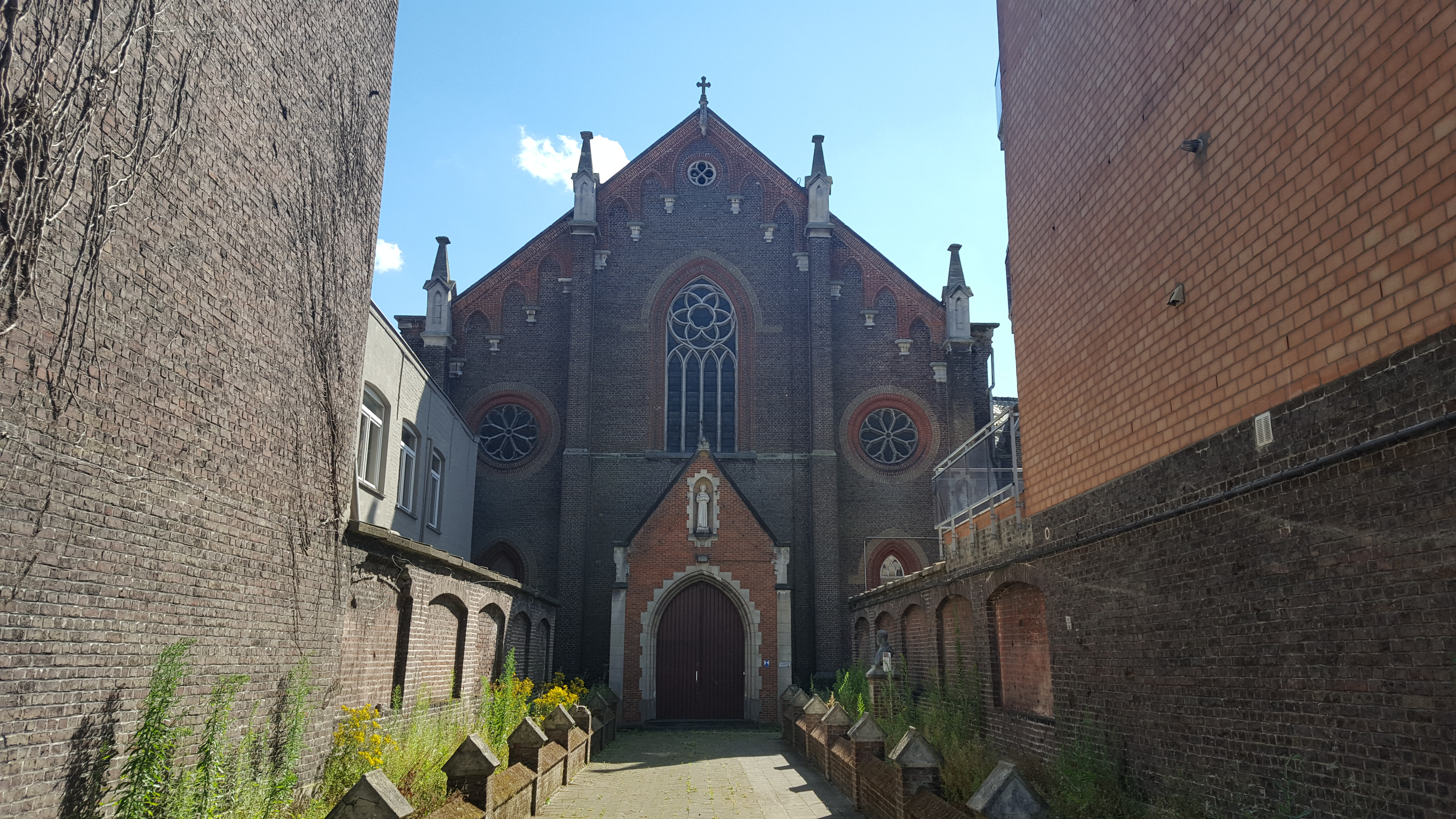
Minderbroederskerk
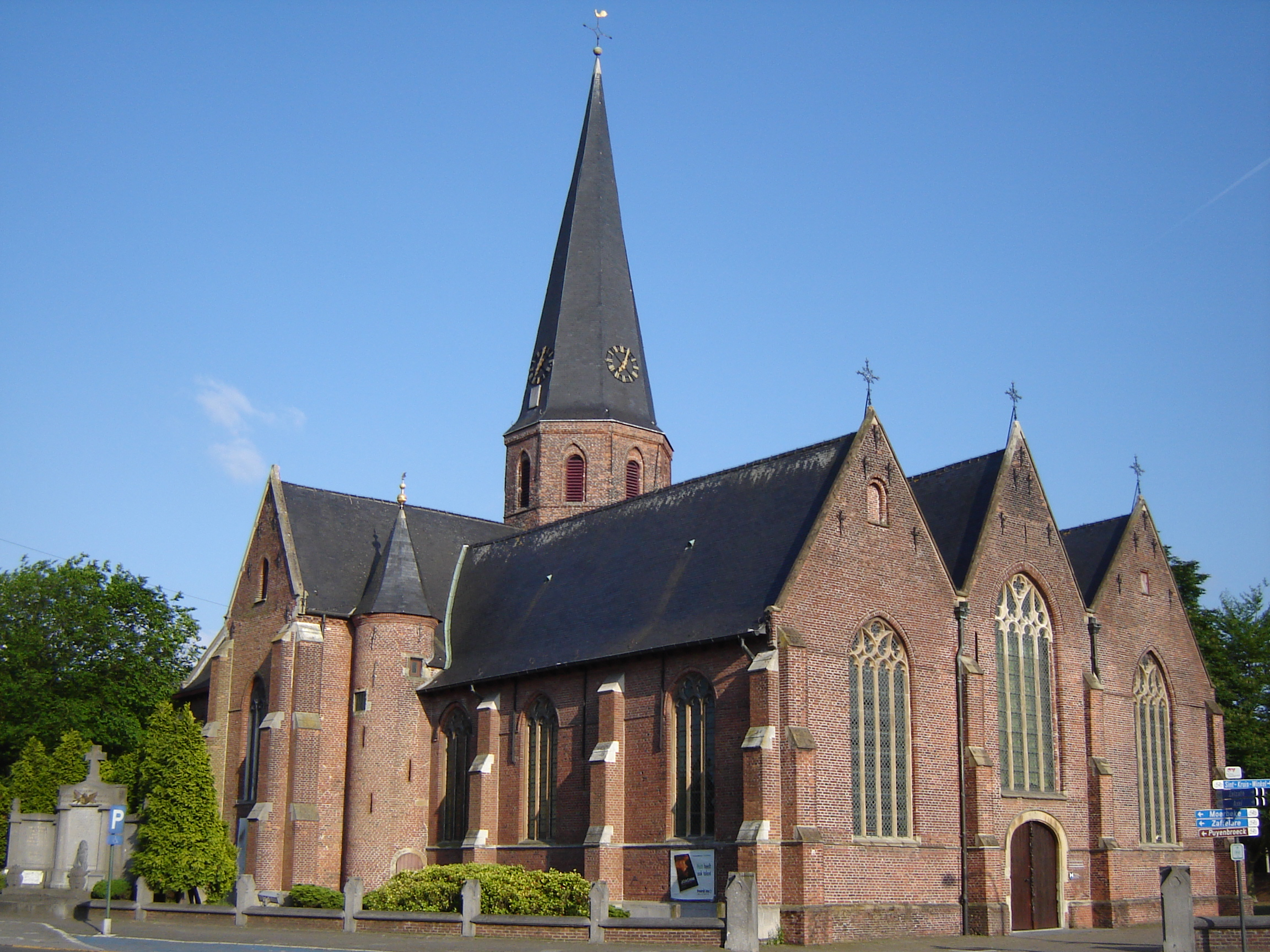
Parochiekerk Sint-Catharina
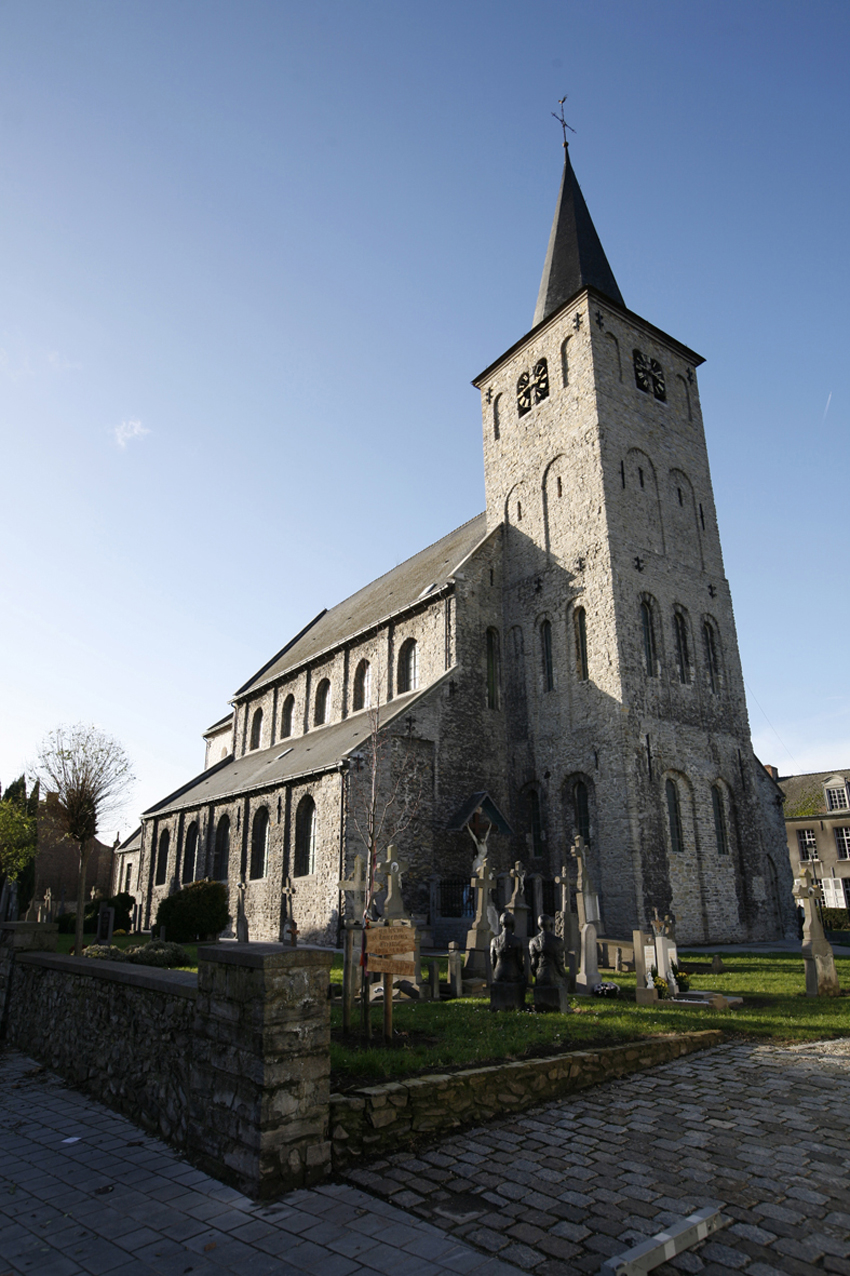
Parochiekerk Sint-Laurentius
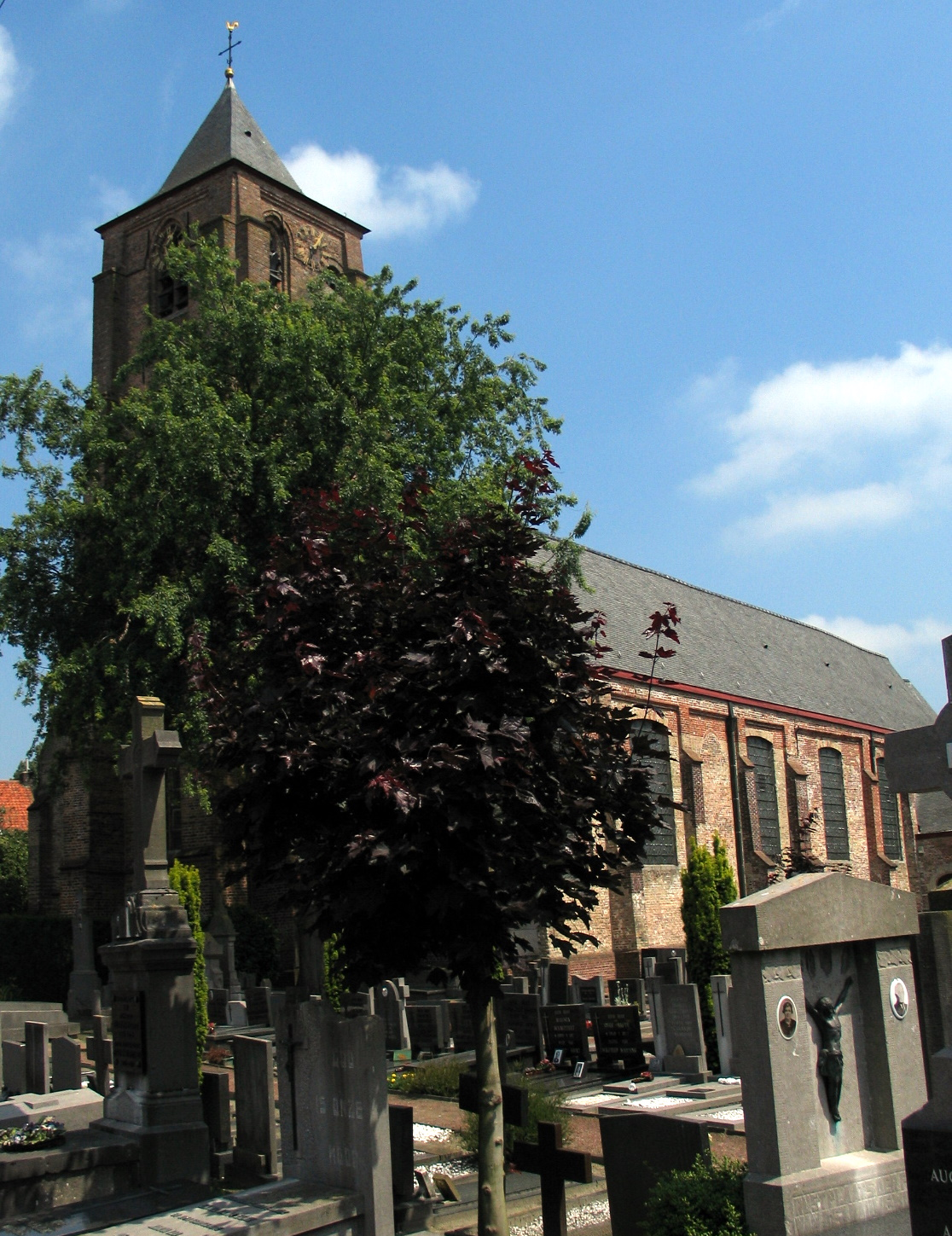
Parochiekerk Sint-Laurentius met kerkhof
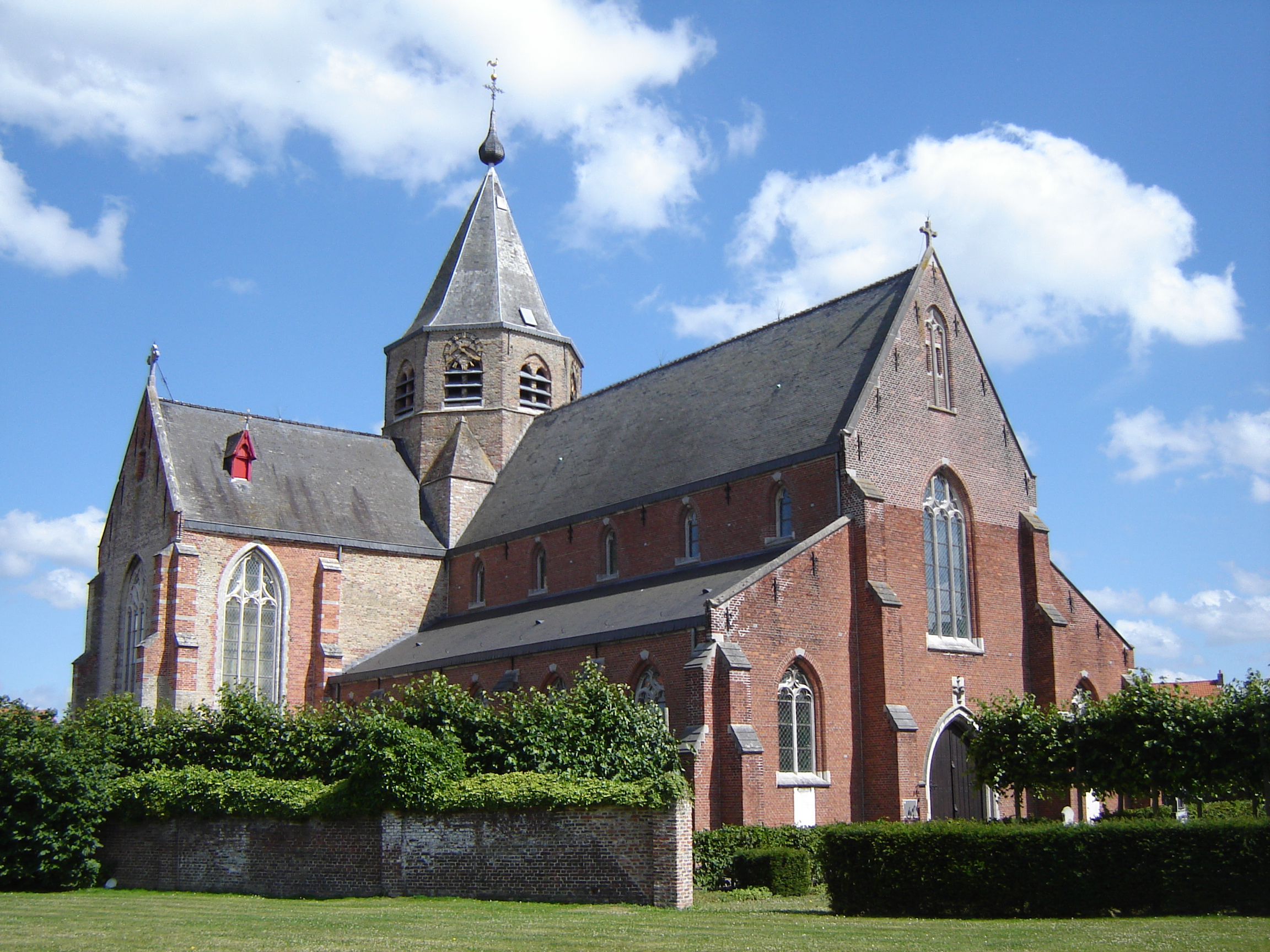
Parochiekerk Sint-Petrus en Paulus
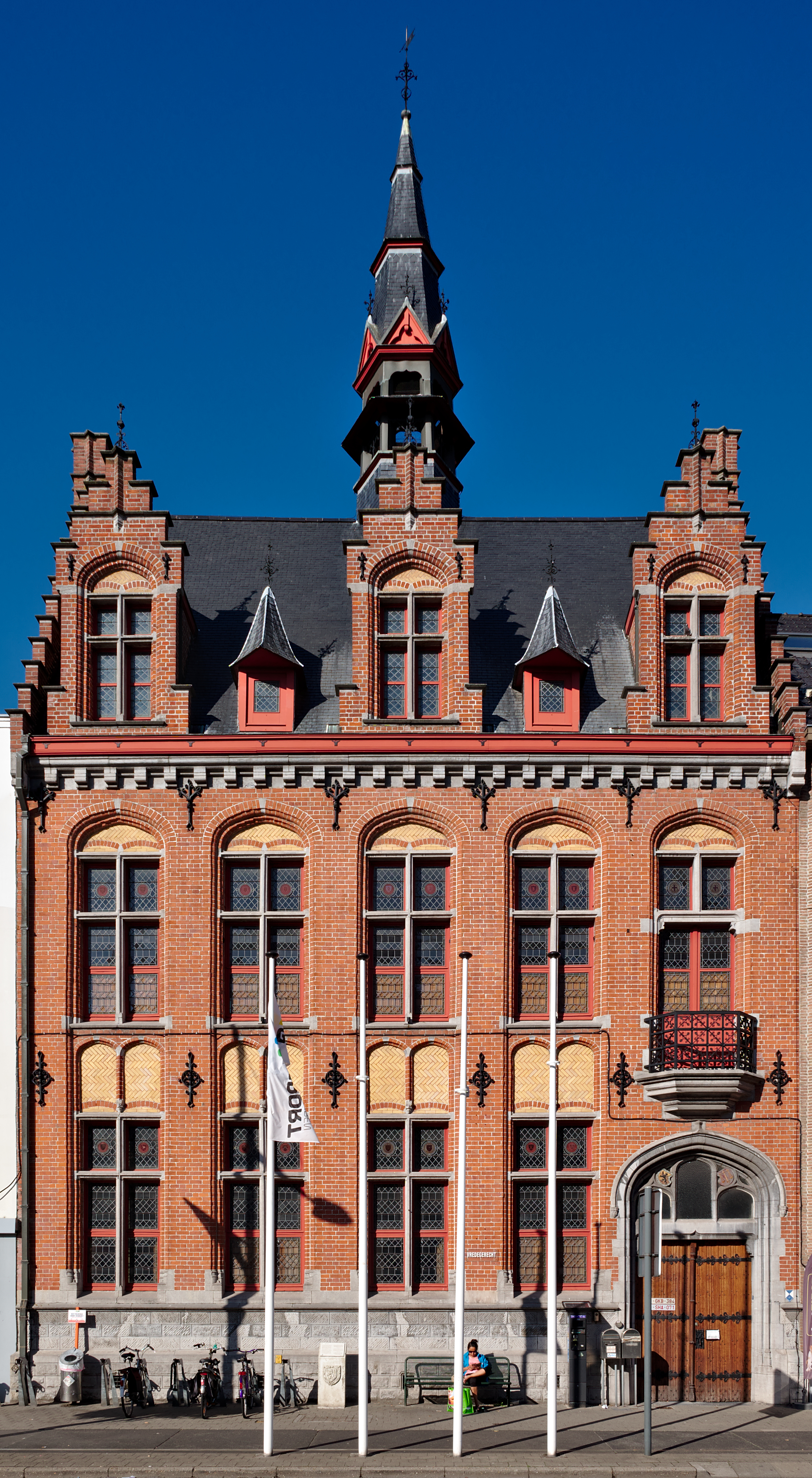
Vredegerecht Eeklo
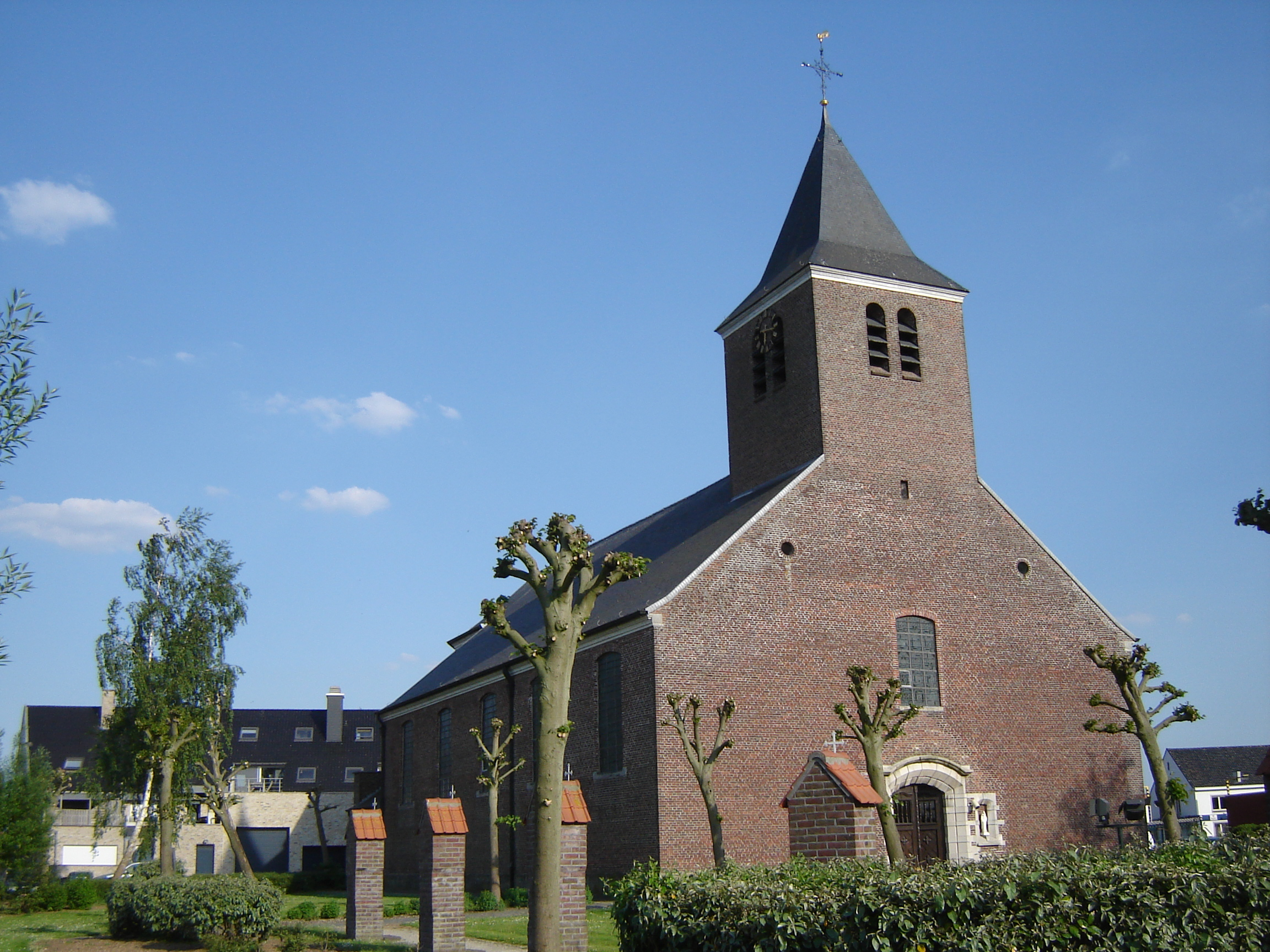
Parochiekerk Heilig Kruis en Onze-Lieve-Vrouw
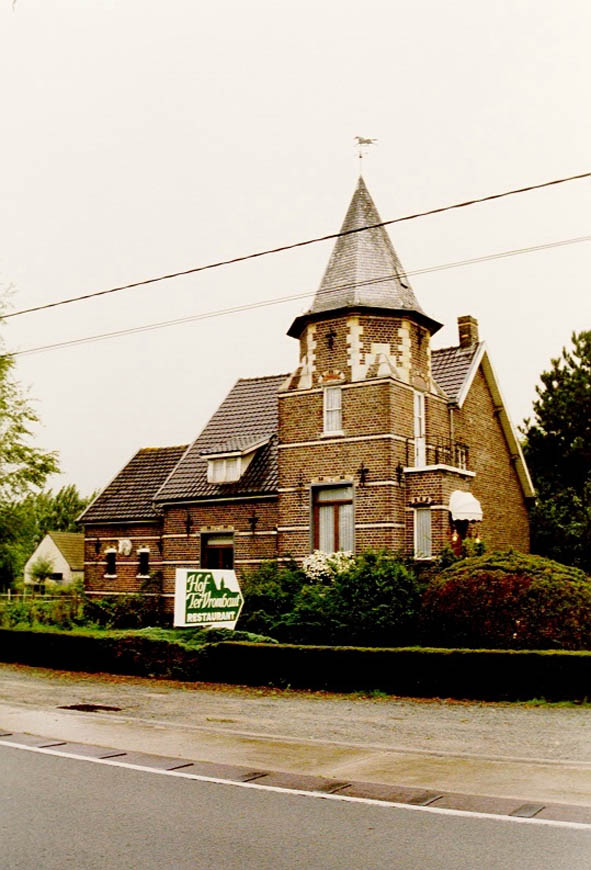
Vrombautstraat 139
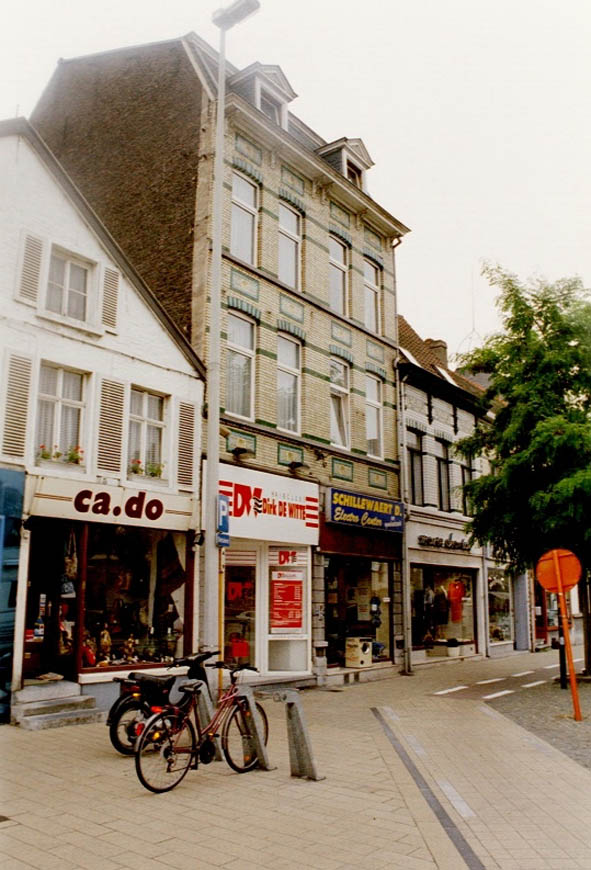
Koning Albertstraat 5-7
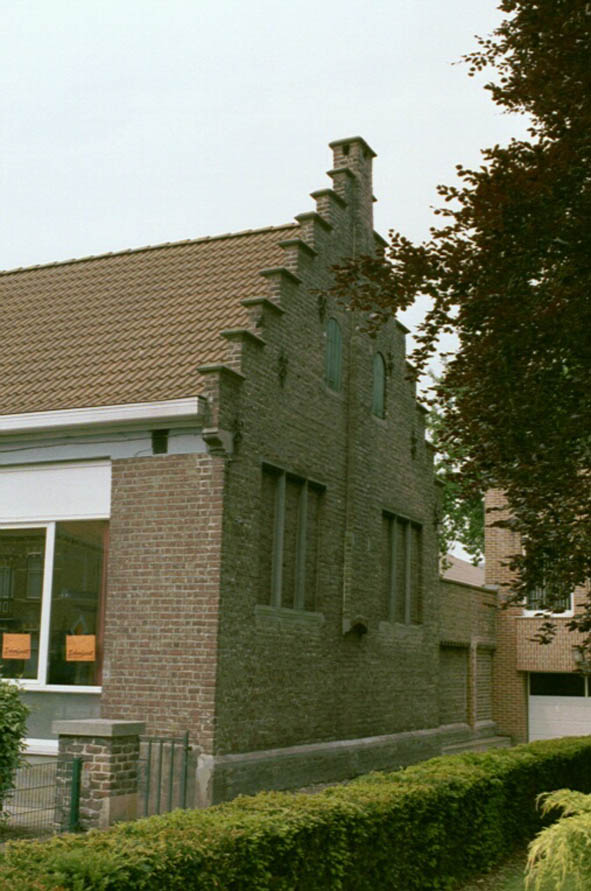
Leemweg 1
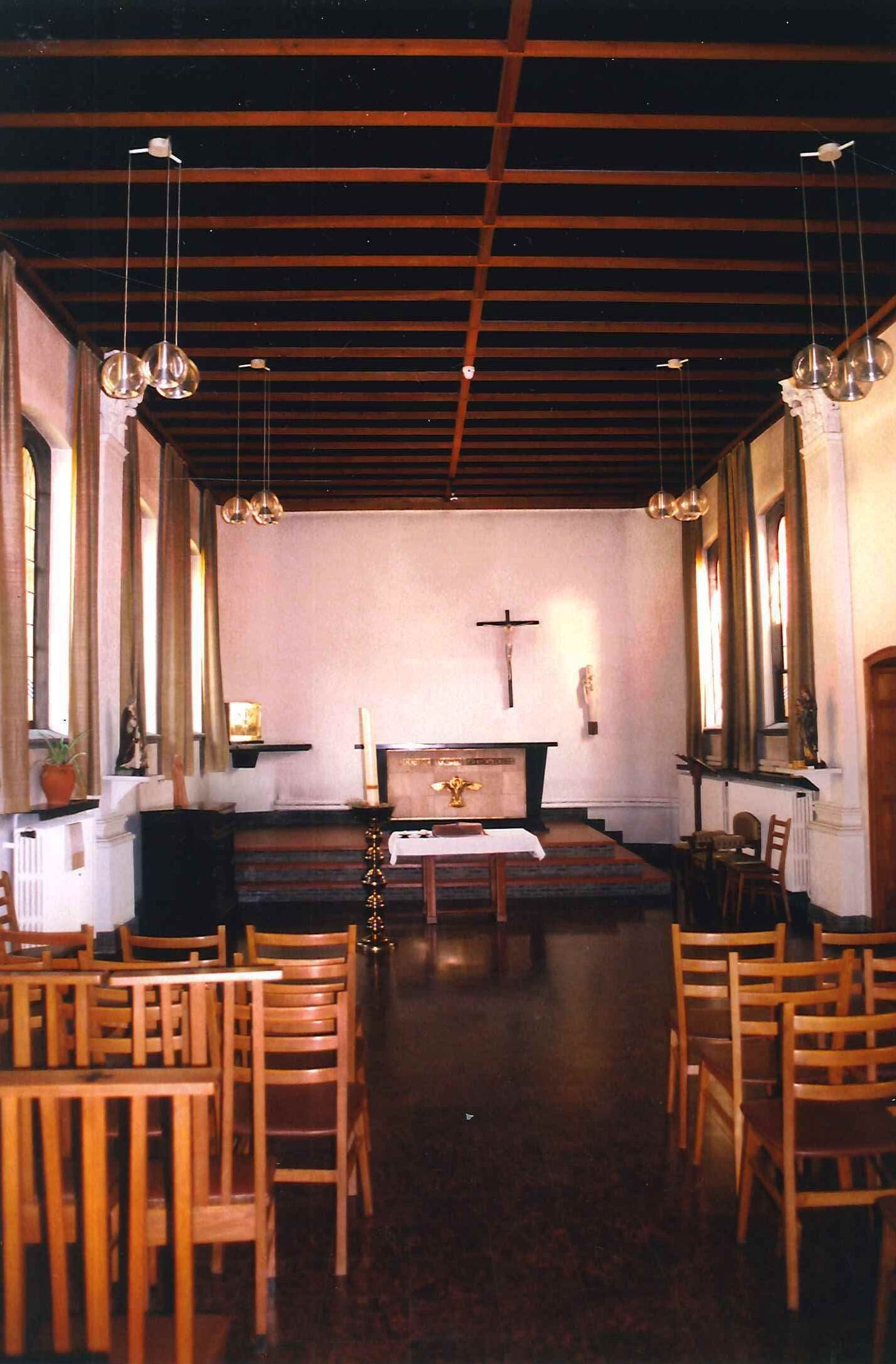
Kloosterstraat 18A-B
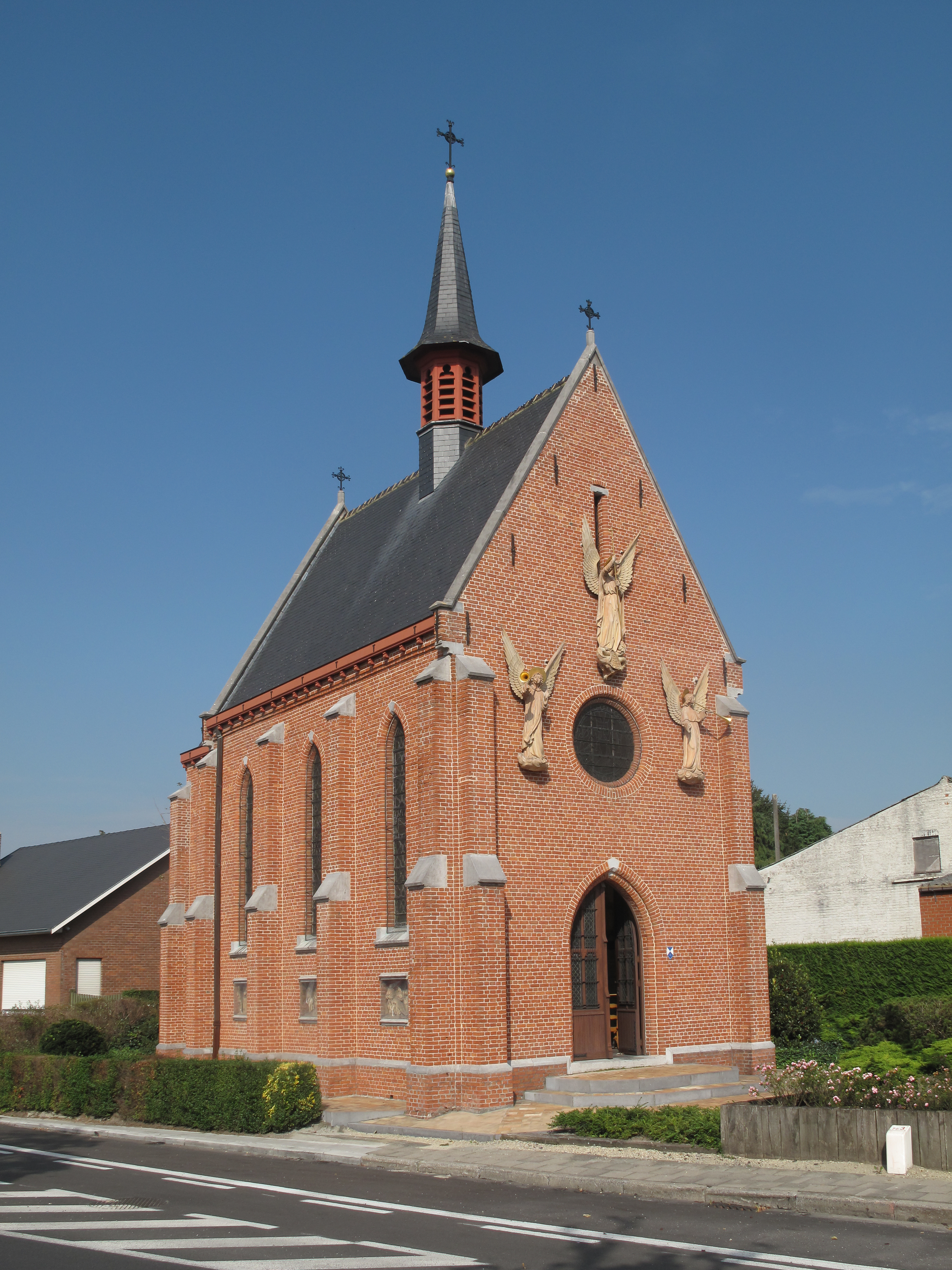
Molenstraat
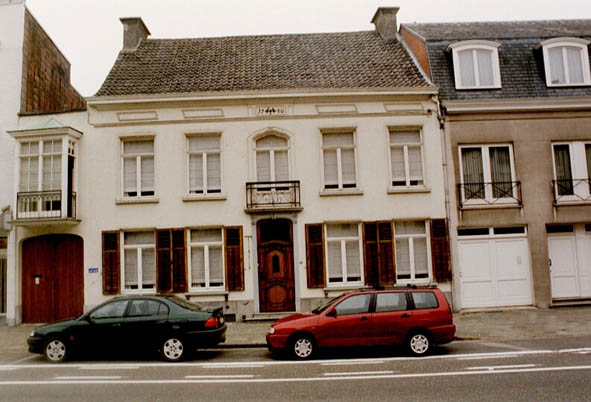
Molenstraat 25
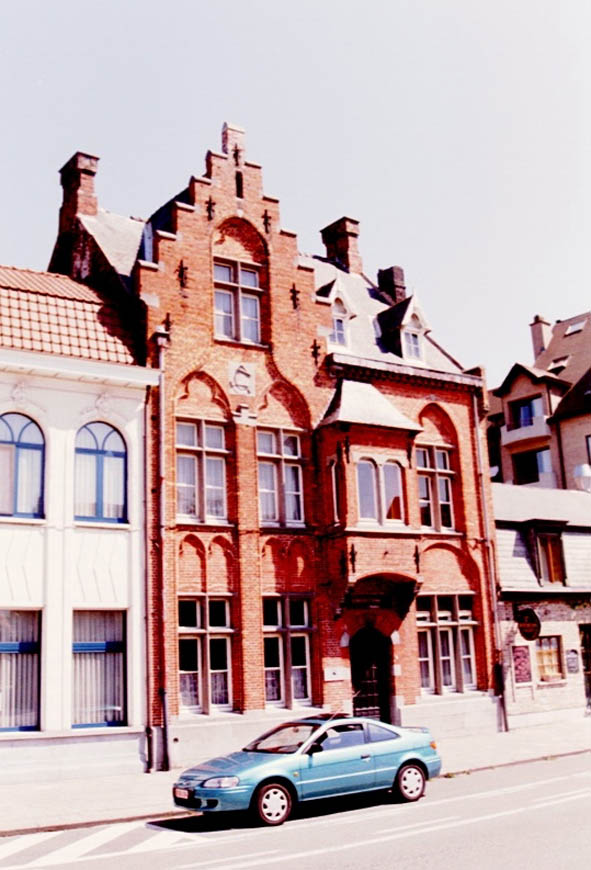
Molenstraat 52
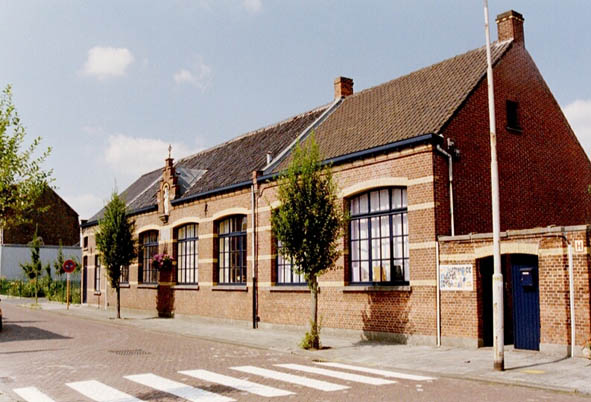
Lekestraat 35
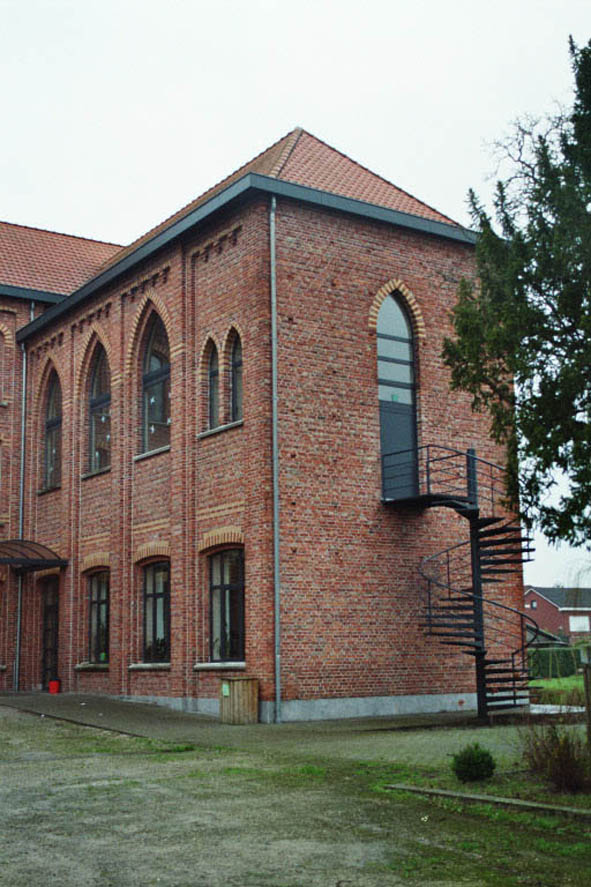
Klooster van de broeders van Liefde
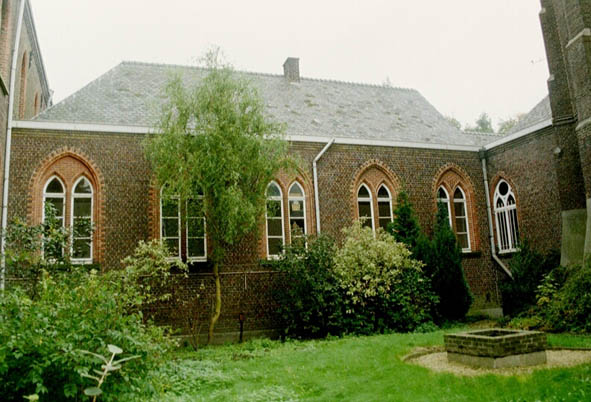
Klooster van de minderbroeders
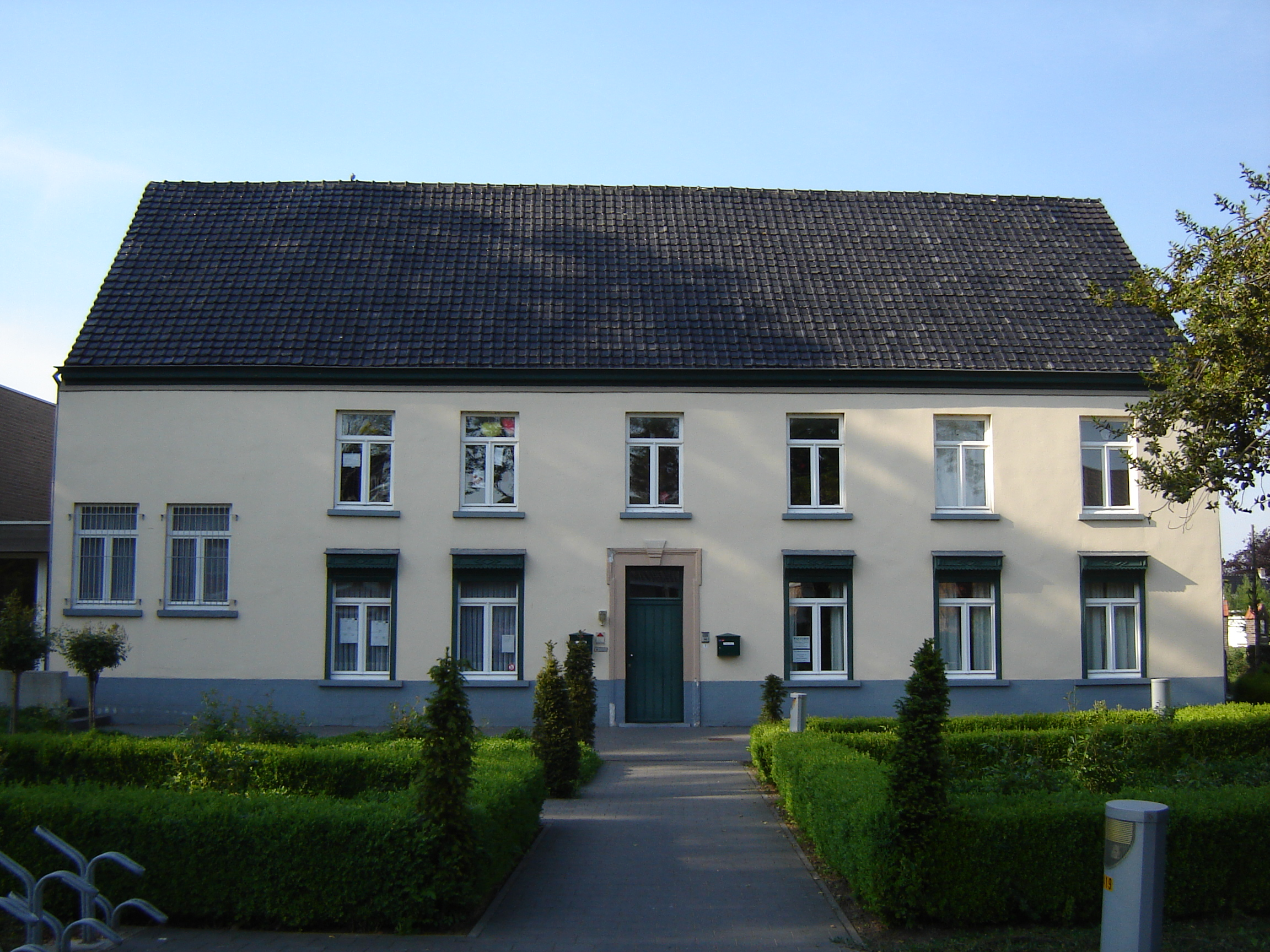
Pastorie Heilig Kruis en Onze-Lieve-Vrouw
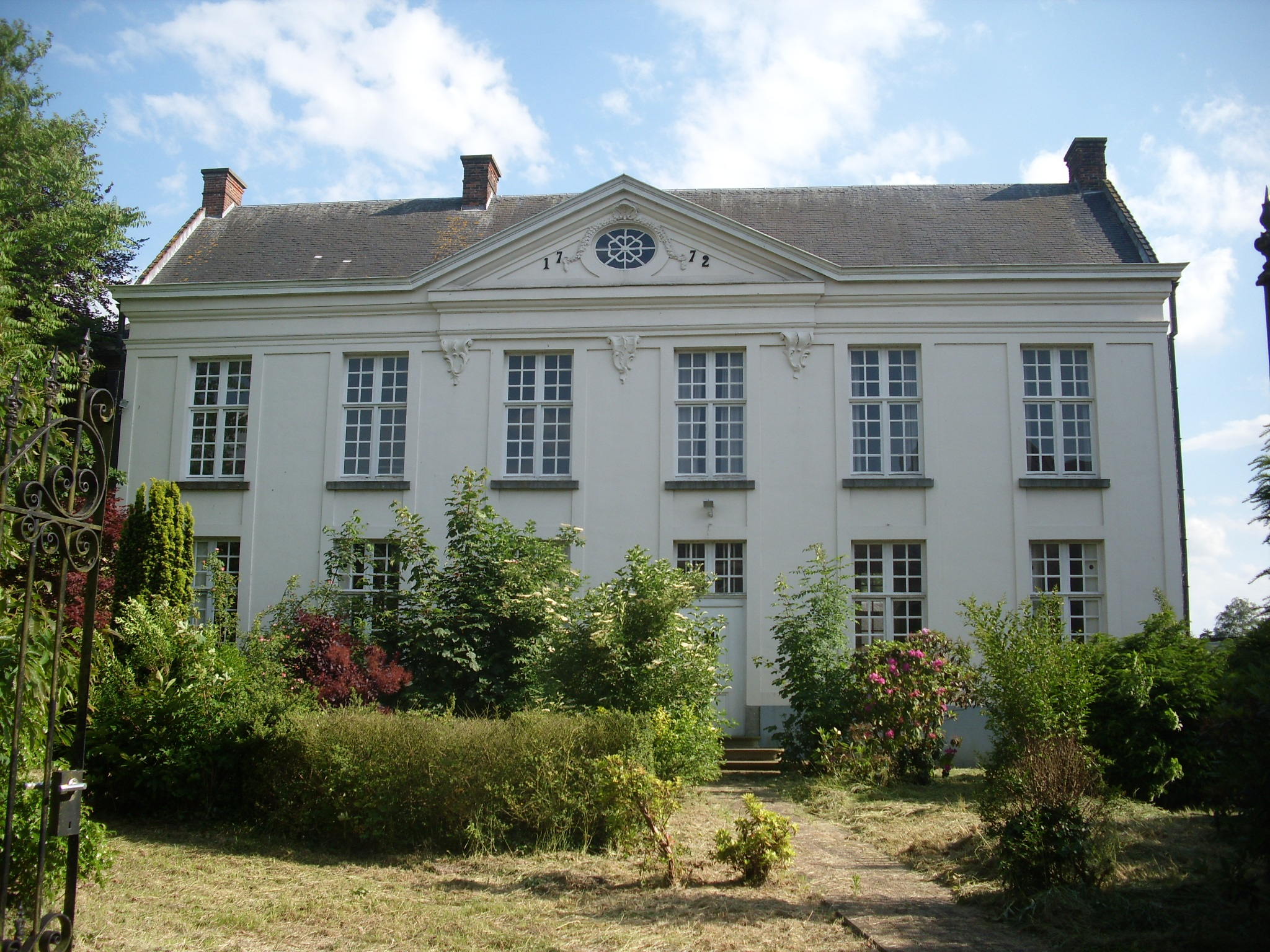
Pastorie Sint-Egidiusparochie
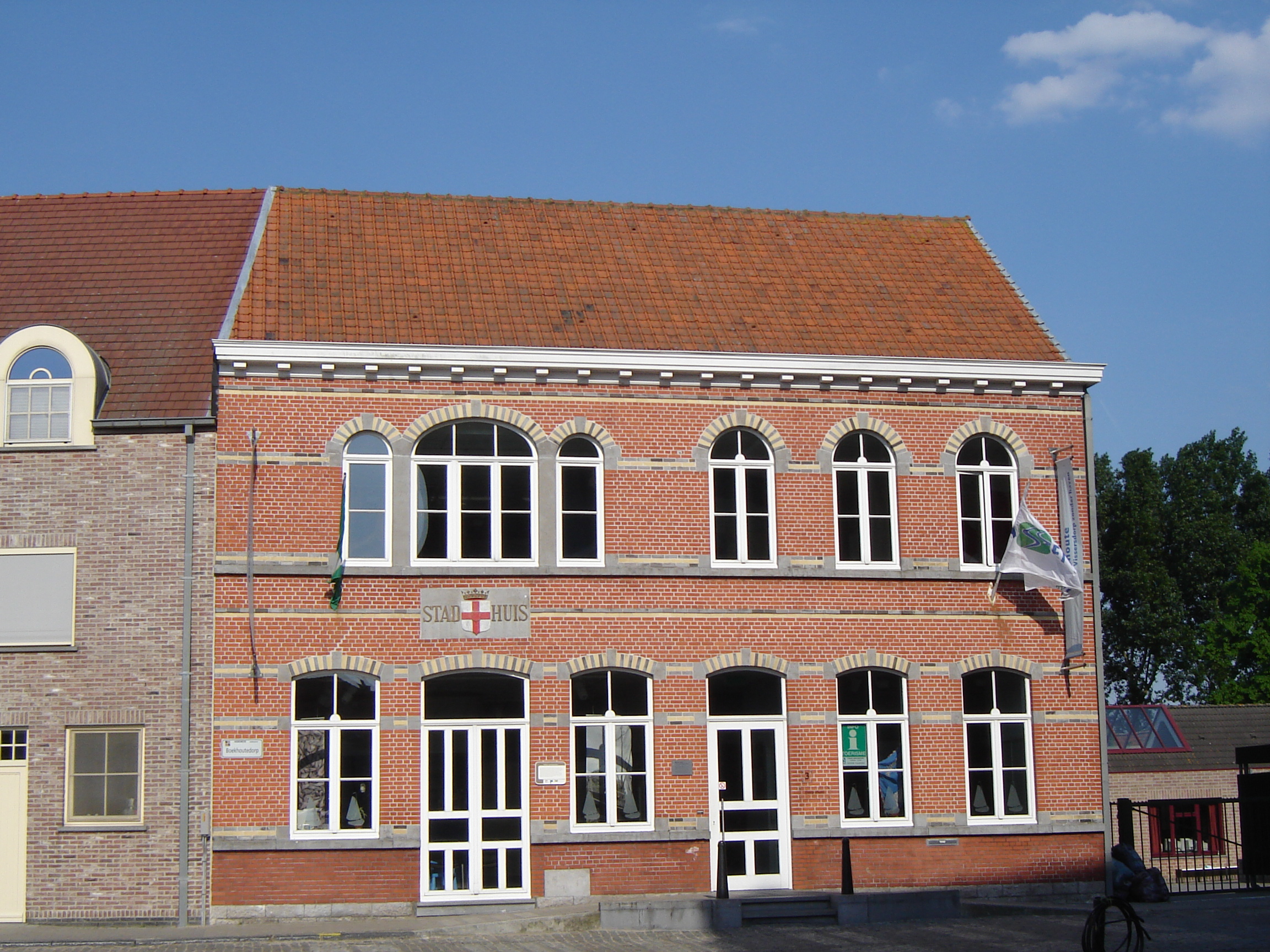
Stadhuis van Boekhoute